# Khu tự trị Bougainville
Khu tự trị Bougainville, trước đây gọi là Bắc Solomon, là một đơn vị hành chính tại Papua New Guinea. Hòn đảo lớn nhất là Bougainville (cũng là đảo lớn nhất của quần đảo Solomon), ngoài ra, khu tự trị cũng bao gồm các đảo Buka và các đảo xa xôi như quần đảo Carteret. Tỉnh lị lâm thời đặt tại Buka, mặc dù dự kiến thì Arawa sẽ lại trở thành tỉnh lị. Dân số trong khu tự trị là 175.160 người (điều tra năm 2000).
Đảo Bougainville về mặt sinh thái và địa lý là một phần của quần đảo Solomon. Buka, Bougainville, và hầu hết các đảo trong quần đảo Solomon là một phần của vùng sinh thái rừng mưa quần đảo Solomon.

## Lịch sử
Hòn đảo được đặt tên theo nhà thám hiểm người Pháp Louis Antoine de Bougainville. Năm 1885, đảo nằm dưới quyền quản lý của người Đức và là một phần của New Guinea thuộc Đức. Úc chiếm đảo vào năm 1914 và từ đó kiểm soát đảo do được Hội Quốc Liên ủy trị, quyền quản lý của Úc tạm gián đoạn vào năm 1942 khi các đảo bị Nhật Bản xâm chiếm và được tái khôi phục vào năm 1945 cho đến khi Papua New Guinea độc lập vào năm 1975.
Trong Chiến tranh thế giới thứ hai, các đảo từng bị các lực lượng Úc, Nhật Bản và Hoa Kỳ chiếm đóng. Đây là một căn cứ quan trọng của Không quân Hoàng gia New Zealand, Đội Không quân Lục quân Hoa Kỳ và Không quan Hoàng gia Úc. Vào ngày 8 tháng 3 năm 1944, trong Thế chiến thứ 2, quân đội Hoa Kỳ đã bị quân Nhật tấn công tại Đồi 700 trên hòn đảo chính. Trận đấu kết thúc với việc Nhật Bản rút lui.
Đảo Bougainville giàu trữ lượng về đồng và vàng. Một mỏ lớn đã được hình thành tại Panguna vào đầu thập niên 1970 bởi Bougainville Copper Limited, một chi nhánh của Rio Tinto.
Tranh cãi về tác động với môi trường, lợi ích về tài chính và thay đổi xã hội bởi việc khai mỏ đã làm hồi phục một phong trào ly khai từ thập niên 1970. Các nhóm ly khai đã tuyên bố sự độc lập của Bougainville (Cộng hòa Bắc Solomon) vào các năm 1975 và 1990.
Năm 1988, Quân đội Cách mạng Bougainville (BRA) đã tăng cường đáng kể các hoạt động của họ. Thủ tướng Rabbie Namaliu đã ra lệnh cho Lực lượng Quốc phòng Papua New Guinea dập tắt cuộc nổi dậy, và xung đột leo thang thành nội chiến. Quân đội TW đã rút lui khỏi các vị trí cố định tại Bougainville vào năm 1990, song vẫn tiếp tục các hoạt động quân sự. Cuộc chiến này được tuyên bố là đã lấy đi từ 15.000 đến 20.000 sinh mạng. Năm 1996, Thủ tướng Julius Chan đã yêu cầu sự giúp đỡ của Sandline International, một công ty quân sự tư nhân từng tham gia trong việc cung cấp lính đánh thuê trong cuộc nội chiến ở Sierra Leone trước đó, nhằm dập tắt cuộc nổi dậy. Điều này đã dẫn đến vấn đề Sandline.

## Hiệp định hòa bình và tự trị
Cuộc xung đột kết thúc vào năm 1997, sau các cuộc đàm phán do New Zealand làm trung gian. Một thỏa thuận hòa bình được hoàn tất vào năm 2000 và giải trừ vũ khí tạo tiền đề cho việc thành lập chính phủ Bougainville tự trị, và cho một cuộc trưng cầu dân ý trong tương lai về việc có nên độc lập hay không.
Cuộc bầu cử để thành lập chính phủ tự trị đã được tổ chức vào tháng 5 và tháng 6 năm 2005, Joseph Kabui được bầu làm Thống đốc. Ông qua đời vào ngày 6 tháng 6 năm 2008.
Ngày 25 tháng 7 năm 2005, lãnh đạo phiến quân Francis Ona đã chết vì bệnh tật. Một nhân viên trước đây của Bougainville Copper Limited, Ona, là một nhân vật chủ chốt trong cuộc xung đột ly khai đã từ chối chính thức tham gia tiến trình hòa bình.

## Các huyện

Bản đồ các huyện của Bougainville (North Solomons)

Mỗi huyện tại Bougainville có một hoặc hơn một huyện, mỗi huyện có một hoặc hơn một khu vực chính quyền cấp địa phương (LLG). Để phục vụ cho mục đích điều tra, các khu vực chính quyền địa phương được chia thành các phân khu.
| Huyện              | huyện lị    | Tê các khu vực (LLG) |
| ------------------ | ----------- | -------------------- |
| Trung Bougainville | Arawa-Kieta | Arawa                |
| Trung Bougainville | Arawa-Kieta | Wakunai              |
| Bắc Bougainville   | Buka        | Các đảo san hô       |
| Bắc Bougainville   | Buka        | Buka                 |
| Bắc Bougainville   | Buka        | Kunua                |
| Bắc Bougainville   | Buka        | Nissan               |
| Bắc Bougainville   | Buka        | Selau Suir           |
| Bắc Bougainville   | Buka        | Tinputz              |
| Nam Bougainville   | Buin        | Bana                 |
| Nam Bougainville   | Buin        | Buin                 |
| Nam Bougainville   | Buin        | Siwai                |
| Nam Bougainville   | Buin        | Torokina             |